# Anthologie (album de Suprême NTM)
Pour les articles homonymes, voir Best of.
Albums de Suprême NTM
On est encore là : Bercy 2008
(2009) La Der. L'Ultime Concert à l'Accorhotels Arena
(2021)
Anthologie est la troisième compilation du groupe de rap français Suprême NTM, sortie en 2018. Elle est éditée à l'occasion du 30ème anniversaire du groupe. Elle contient deux remix inédits de Ma Benz et Back dans les bacs réalisés par DJ R-Ash. La pochette est un montage photographique de Seb Janiak.

## Listes des titres
1. On est encore là, Pt. 1
2. Ma Benz (avec Lord Kossity)
3. La Fièvre
4. Laisse pas traîner ton fils
5. Seine-Saint-Denis Style
6. Tout n'est pas si facile
7. Respire
8. Pass pass le oinj
9. Qu'est-ce qu'on attend
10. Odeurs de soufre
11. Le monde de demain
12. J'appuie sur la gâchette
13. Authentik Remix
14. Pour un nouveau massacre
15. That's My People
16. Paris sous les bombes
17. Pose ton gun
18. Plus jamais ça
19. C'est arrivé près d'chez toi (avec Jaeyez)
20. Affirmative Action Seine-Saint-Denis Style Remix (avec Nas)
21. Back dans les bacs
22. Come Again (Remix)
23. Popopop !!
24. Police
25. Boogie Man
26. Plus rien ne va
27. Soul Soul
28. Check The Flow avec Lucien
29. Back dans les bacs (R-Ash Remix)
30. Ma Benz (R-Ash Remix)